# Pica (gen)
Pica este un gen din șapte specii de păsări din familia Corvidae atât în Lumea Nouă, cât și în Lumea Veche.
Au cozi lungi și au semne predominant albe și negre. O specie se întinde pe scară largă din Europa până în Asia, una este întâlnită în vestul Americii de Nord, una este limitată la California, una este limitată la sud-vestul Arabiei Saudite, iar una apare în Africa de Nord; ultimele două sunt adesea considerate subspecii eurasiatice. Au fost considerate anterior strâns legate de coțofanele albastre și verzi din Asia, dar cercetările recente sugerează că rudele lor cele mai apropiate sunt în schimb ciorile eurasiatice.

## Taxonomie
Genul Pica a fost introdus de zoologul francez Mathurin Jacques Brisson în 1760. El a derivat numele prin tautonimie din epitetul specific al coțofenei eurasiatice Corvus pica, care a fost introdus de Linnaeus in 1758. Pica este cuvântul latin pentru coțofană eurasiatică. 

În 2018, un studiu de filogenetică moleculară a constatat că Corvus pica era formată din mai multe specii, inclusiv coțofana maghrebiană, coțofana de Asir, coțofana cu crupă neagră și coțofana orientală.

### Specii
Genul conține șapte specii vii:
| Imagine | Nume știintific  | Denumirea comună         | Distribuție                                                                                    |
| ------- | ---------------- | ------------------------ | ---------------------------------------------------------------------------------------------- |
|         | Pica pica        | Coțofană eurasiatică     | Europa și Asia                                                                                 |
|         | Pica mauritanica | Coțofană maghrebiană     | nord-vestul Africii                                                                            |
|         | Pica asirensis   | Coțofană de Asir         | Regiunea Asir din Arabia Saudită                                                               |
|         | Pica bottanensis | Coțofană cu crupă neagră | Bhutanul central, China central-vestică                                                        |
|         | Pica serica      | Coțofană orientală       | sud-estul Rusiei și Myanmar până la estul Chinei, Coreea, Japonia, Taiwan și nordul Indochinei |
|         | Pica hudsonia    | Coțofană americană       | jumătatea vestică a Americii de Nord                                                           |
|         | Pica nuttalli    | Coțofană cu cioc galben  | California                                                                                     |

### Specii fosile
În prezent sunt cunoscute două specii preistorice de Pica: Pica mourerae, din fosile găsite în straturile de graniță Pliocen–Pleistocen de pe Mallorca și Pica praepica, din straturile Pleistocenului timpuriu din Bulgaria.